# 18636 Villedepompey
18636 Villedepompey là một tiểu hành tinh vành đai chính với chu kỳ quỹ đạo là 1815.2892739 ngày (4.97 năm).
Nó được phát hiện ngày 2 tháng 3 năm 1998.